# Lippetal
Lippetal è un comune di 11 837 abitanti della Renania Settentrionale-Vestfalia, in Germania.
Appartiene al distretto governativo (Regierungsezirk) di Arnsberg e al circondario (Kreis) di Soest (targa SO) ed è formata da 11 frazioni (Ortsteile): Brockhausen, Heintrop-Büninghausen, Herzfeld, Hovestadt, Hultrop, Krewinkel-Wiltrop, Lippborg, Niederbauer, Nordwald, Oestinghausen e Schoneberg.